# Diecezja Segowii
Diecezja Segowii – łac. Dioecesis Segobiensis – diecezja Kościoła rzymskokatolickiego w Hiszpanii. Należy do metropolii Valladolid. Została erygowana w VI w.